# Semaine 34
D'après la norme ISO 8601, une semaine débute un lundi et s'achève un dimanche, et une semaine dépend d'une année lorsqu'elle place une majorité de ses sept jours dans l'année en question, soit au moins quatre. Dès lors, la semaine 34 est la semaine du trente-quatrième jeudi de l'année. Elle suit la semaine 33 et précède la semaine 35 de la même année.
La semaine 34 est pratiquement toujours la semaine du 23 août, sauf exceptionnellement, dans le cas d'une année bissextile commençant un jeudi.
Elle commence au plus tôt le 16 août et au plus tard le 23 août.
Elle se termine au plus tôt le 22 août et au plus tard le 29 août.

## Notations normalisées
La semaine 34 dans son ensemble est notée sous la forme W34 pour abréger.
| Jour de la semaine 34 | Notation |
| --------------------- | -------- |
| Lundi                 | W34-1    |
| Mardi                 | W34-2    |
| Mercredi              | W34-3    |
| Jeudi                 | W34-4    |
| Vendredi              | W34-5    |
| Samedi                | W34-6    |
| Dimanche              | W34-7    |

## Cas de figure
| Cas | Le 31 décembre est… | L'année est une année… | Le trente-quatrième jeudi de l'année tombe… | La semaine 34 débute… | La semaine 34 s'achève… | Premier cas après 2008 |
| --- | ------------------- | ---------------------- | ------------------------------------------- | --------------------- | ----------------------- | ---------------------- |
| 0   | Un vendredi         | bissextile DC          | Le 19 août                                  | Le lundi 16 août      | Le dimanche 22 août     | 2032                   |
| 1   | Un jeudi            | D ou ED                | Le 20 août                                  | Le lundi 17 août      | Le dimanche 23 août     | 2009                   |
| 2   | Un mercredi         | E ou FE                | Le 21 août                                  | Le lundi 18 août      | Le dimanche 24 août     | 2014                   |
| 3   | Un mardi            | F ou GF                | Le 22 août                                  | Le lundi 19 août      | Le dimanche 25 août     | 2013                   |
| 4   | Un lundi            | G ou AG                | Le 23 août                                  | Le lundi 20 août      | Le dimanche 26 août     | 2018                   |
| 5   | Un dimanche         | A ou BA                | Le 24 août                                  | Le lundi 21 août      | Le dimanche 27 août     | 2017                   |
| 6   | Un samedi           | B ou CB                | Le 25 août                                  | Le lundi 22 août      | Le dimanche 28 août     | 2011                   |
| 7   | Un vendredi         | C                      | Le 26 août                                  | Le lundi 23 août      | Le dimanche 29 août     | 2010                   |

1. 1 2 3  Dans ce cas, l'année compte une semaine 53.